# Heart to Heart (serie de televisión)
Heart to Heart (en hangul, 하트 투 하트) también conocida en español como Corazón a corazón, es una serie de televisión surcoreana emitida durante 2015 y protagonizada por Choi Kang Hee y Chun Jung Myung.
Fue trasmitida por tvN, desde el 9 de enero hasta el 7 de marzo de 2015 con una longitud de 16 episodios emitidos los viernes y sábados a las 20:40 (KST). Narra la historia de una mujer que posee fobia social. La serie tiene un parentesco con «Bella Solitaria» de 2013 ya que trata un tema similar.

## Sinopsis
Cha Hong Do (Choi Kang Hee) es una mujer que sufre de fobia social por lo cual se pone nerviosa y se ruboriza fácilmente ante cualquier hecho, tiene un fuerte sentido de curiosidad, gusta de leer libros y navegar por Internet, siendo su abuela el único contacto con el mundo exterior.
Un día, la abuela de Cha Hong Do muere, por lo que debe aprender a hacer las cosas por sí sola. El detective Jang Doo Soo (Lee Jae Yoon) lleva años enamorado de Hong Do, pero debido a que ella sufre fobia social nunca ocurre nada.
Ella consigue trabajo como empleada doméstica, disfrazada como una anciana. Hasta que conoce a Go Yi Suk (Chun Jung Myung), un psiquiatra, con la particularidad que es la única persona con quien no se ruboriza.

## Reparto

### Principal
- Choi Kang Hee como Cha Hong Do / Oh Young Rae.
  - Heo Jung-Eun como Hong-Do (de pequeña).
  - Lee Bit-Na como Hong-Do (de adolescente).
- Chun Jung Myung como Ko Yi-seok.
  - Nam Da-reum como Yi-seok (de pequeño).
  - Sung Yu-bin como Yi-seok (de adolescente).
  - Yoon Hong-bin como Yi-seok (de joven)
- Lee Jae Yoon como Jang Doo Soo.
- Ahn So Hee como Go Se Ro.

### Secundario
Familia de Hong Do
- Choi Kang Hee como Oh Young Rae.

Familia de Yi Suk
- Joo Hyun como Go Sang Gyu.
- Um Hyo-sup como Go Jae-woong.
- Jin Hee Kyung como Hwang Moon Sun.

### Otros
- Kim Ki Bang como Detective Yang.
- Hwang Sung Eon como Woo Yeon Wo.
- Seo Yi-sook como Uhm Ki-choon.
- Choi Moo-sung como Ahn Byung Yeol.[5]
- Kim Ae Kyung como Hwang Geum Shim.
- Ryu Hye Young como Lee Eun Ho / Lee Jin Ho.
- Lee Bit Na como Cha Hong Do (joven).
- Oh Hee Jun.
- Han Yeo Ul.
- Park Dae Gyu.
- Kim Jin-yeop

Apariciones especiales
- Oh Jung Se.
- Han Ki Beom.
- Choi Daniel.

## Emisión internacional
- Japón: BS-11 (2016).[6]